# Hexagramma
L'hexagramma (in greco ἑξάγραμμα) era una moneta d'argento di grande modulo dell'Impero bizantino e coniata per la prima volta da Eraclio I.

## Storia
Con l'eccezione di poche emissioni cerimoniali del VI secolo, le monete d'argento non erano usate nei sistema monetario tardo romano e nelle prime coniazioni bizantine (monetazione bizantina), prevalentemente a causa della grande fluttuazione del prezzo dell'argento rispetto a quello dell'oro. Solo sotto l'imperatore Eraclio I (610–641) furono coniate nuove monete d'argento nel 615 per rispondere alle necessità della guerra con la Persia. Il metallo per queste monete venne principalmente dalla confisca di oggetti liturgici.
L'emissione rimase regolare sotto i successori di Eraclio, Costante II (641–668), dal cui regno ci sono rimasti diversi esemplari, ma divenne più rara con Costantino IV (668–685), e sembra di conseguenza che sia stata coniata solo occasionalmente come moneta cerimoniale fino ad essere abbandonata completamente sotto Anastasio II (713–715).
Nel 720 tuttavia l'imperatore Leone III l'Isaurico (717–741) emise una nuova moneta d'argento, il miliaresion.

## Valore
Il suo peso era di 6 grammata  cioè ca 6,82 grammi. 
La moneta perse il nome dal suo peso di sei grammata (γράμματα) cioè circa 6,84 grammi e probabilmente valeva un dodicesimo del solido d'oro. Valeva un doppio miliarense. 
Non era comune quanto le monete d'oro e di bronzo.